# Nephrodesmus albus
Nephrodesmus albus är en ärtväxtart som beskrevs av Anton Karl Schindler. Nephrodesmus albus ingår i släktet Nephrodesmus och familjen ärtväxter. Inga underarter finns listade i Catalogue of Life.